# Sandschak Lazistan

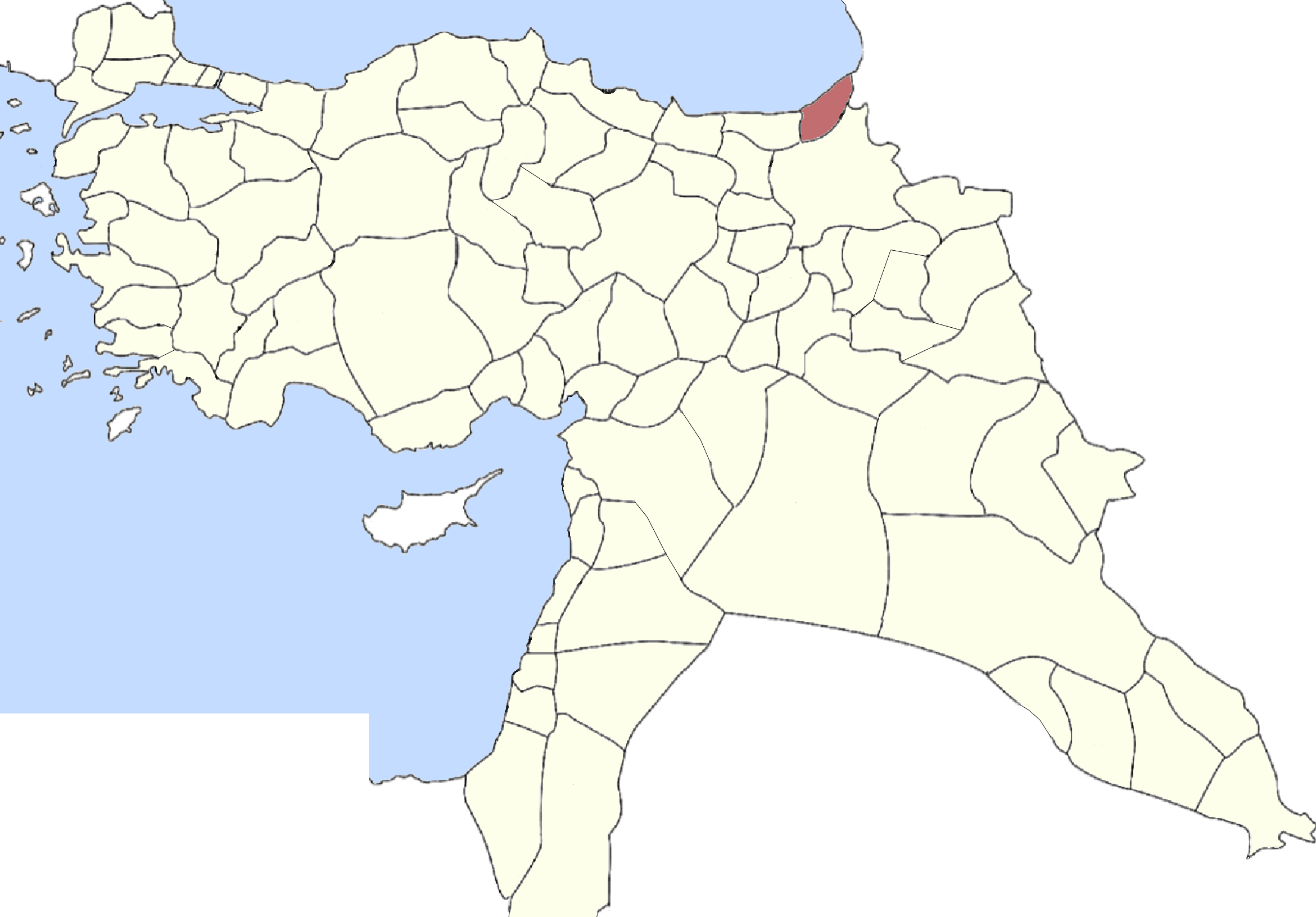
Sandschak Lazistan, 1914

Lazistan, eingedeutscht Lasistan (osmanisch لازستان Lâzistân), ist die Bezeichnung einer Landschaft am Schwarzen Meer und eines osmanischen Bezirks, der zum Vilayet Trapezunt zugehörig und teilweise eigenständig war. Der Name leitet sich von den Lasen ab, einem südkaukasischen Volk. Bis das Gebiet 1461 von Mehmed II. erobert und islamisiert wurde, gehörte es dem Kaiserreich Trapezunt an und war christlich geprägt.
Lazistan war eine geographische Bezeichnung für die Sandschaks von Gonya und Batum, die zum Eyâlet Trabzon gehörten, von 1851 bis 1867 war es der offizielle Namen des Sandschaks Batum. Nachdem 1878 Batum in den Verträgen von San Stefano und Berlin an das Russische Reich abgetreten wurde, wurde aus den beim Osmanischen Reich verbliebenen Kazas Hopa (heute zur Provinz  Artvin gehörig) und Aṭina (heute: Pazar) und dem Kaza Rize des Sandschaks von Trabzon ein neuer Sandschak Lazistan gebildet, dessen Hauptort Rize wurde.
Nach dem Ersten Weltkrieg wurde der Sandschak 1921 zur Provinz (Vilâyet, heute: İl), 1923 wurde die Provinz in Rize umbenannt.